# Uusküla (Jõelähtme)
Pour les articles homonymes, voir Uusküla.

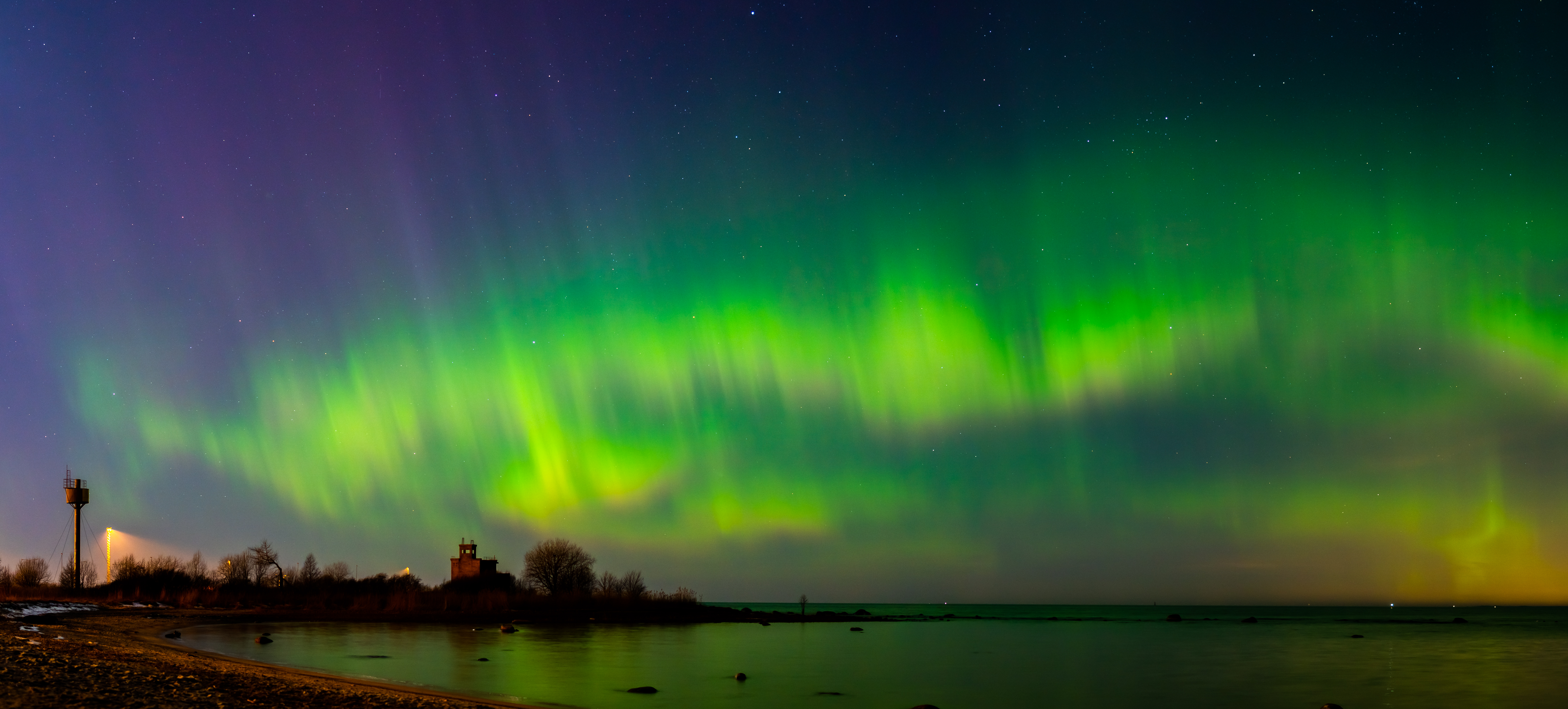
Aurores boréales à Uusküla

Uusküla est un village situé dans la commune de Jõelähtme du comté de Harju en Estonie.
Au 31 décembre 2011, le village compte 466 habitants.